# Giannotto Castiglioni
Giannotto Castiglioni (* um 1532; † 5. August 1571 in Giaveno, Fürstentum Piemont) war ein italienischer Politiker und letzter Großmeister des Lazarus-Ordens in Italien. Er entstammte der lombardischen Adelsfamilie Castiglione.
Giannotto Castiglioni wuchs am Hof König Philipps II. von Spanien auf und wurde 1559 von Papst Pius IV. nach Rom gerufen und zum Geheimkämmerer ernannte. 1564 ernannte der Papst Castiglioni zum Großmeister des Lazarus-Ordens, um den Orden in Italien wiederherzustellen und eine Armee gegen das Osmanische Reich aufzubauen. Durch eine päpstliche Bulle dehnte er die Jurisdiktion des Ordens auf alle Lazarette und Orte aus, die unter dem Patronat des Heiligen Lazarus standen. Castiglioni bemühte sich um die Rückgabe der alten Ordensgüter, die Ende des 15. Jh. verkauft oder den Maltesern übertragen worden waren.
Nach dem Tod Pius’ IV. widerrief sein Nachfolger Pius V. 1567 den Großteil der Privilegien des Ordens, der sich in Folge stark verschuldete. Castiglioni reiste nach Malta, um über eine Vereinigung der Orden zu verhandeln. Nach dem Scheitern bot er zunächst Guidobaldo II. della Rovere, dem Herzog von Urbino, das Großmeisteramt an, nach dessen Ablehnung Emanuel Philibert von Savoyen. Zu dessen Gunsten verzichtete Castiglioni 1571 auf das Großmeisteramt. Nach seinem Tod im selben Jahr erhielt der Herzog von Savoyen 1572 von Papst Gregor XIII. die Erlaubnis, den Lazarus-Orden mit dem Moritzorden zum Orden der Heiligen Mauritius und Lazarus zu vereinen.